# Baptiste Lucas
Baptiste Lucas est un ancien joueur de champ de rink hockey né le 30 novembre 1983. Il évoluait au sein de l'équipe première de la Roche-sur-Yon jusqu'en 2014, année où il a pris sa retraite sportive.

## Parcours sportif

### Palmarès
Il obtient cinq coupes de France avec le club de la Roche sur Yon : 2002, 2006, 2007, 2011 et 2014. 